# Umbrella insurance
Umbrella insurance ist im amerikanischen Versicherungswesen eine Haftpflichtversicherung mit Ausfalldeckung, die eintritt, wenn die Police des Versicherten bei einem entstandenen Schaden die Kosten nicht oder nicht vollständig abdecken kann, weil die Schadenshöhe die vereinbarte Versicherungssumme übersteigt.
Umbrella-Policies wurden ab 1949 verkauft und wurden in den 1960er Jahren populär.